# Song Jiang
Song Jiang (宋江; fl. XII secolo) è stato un brigante cinese a capo di un gruppo di banditi nel XII secolo, durante la Dinastia Song.
Il suo gruppo era attivo nelle provincie attuali Shandong e Henan, prima di arrendersi alle truppe governative. È uno degli eroi del romanzo cinese classico I briganti, a capo di un esercito di banditi sul Monte Liang. Nella sua comunità era conosciuto come Pioggia Favorevole.